# Шувалов, Пётр Илларионович
Пётр Илларио́нович Шува́лов (10 июля 1928, Старая Крапивна, Бельский район, Ленинградская область, СССР — 21 февраля 1994, Ревда, Свердловская область, Россия) — Герой Социалистического Труда (1971), формовщик-конвертерщик Среднеуральского медеплавильного завода Министерства цветной металлургии СССР Свердловской области.

## Биография
Родился 10 июля 1928 года в деревне Старая Крапивна Бельского района Ленинградской области (ныне Любытинский район Новгородской области).
В 1948—1957 годах проходил службу в Советской Армии.
Трудовую деятельность начал формовщиком-конвертерщиком Среднеуральского медеплавильного завода в 1957 году. В 1980-е годы вышел на пенсию.
Неоднократно избирался в руководящие органы партийной и советской власти. Был депутатом Ревдинского городского Совета.
Скончался 21 февраля 1994 года, похоронен на Ревдинском кладбище.

## Память
10 июля 2008 года на доме № 3 по улице Космонавтов города Ревда, где жил Пётр Илларионович установлена мемориальная доска с его именем.

## Награды
За свои достижения был награждён:
- 20.05.1966 — медаль «За трудовое отличие»;
- 30.03.1971 — звание Герой Социалистического Труда с вручением золотой медали Серп и Молот и ордена Ленина «за выдающиеся успехи, достигнутые в развитии цветной металлургии»;
- 14.08.1986 — звание «Почётный гражданин города Ревда».